# 清水山黄精
清水山黄精（学名：Polygonatum chingshuishanianum）为百合科黄精属下的一个种。

## 扩展阅读
- 維基物種上的相關：清水山黄精